# Stocznia Gdynia

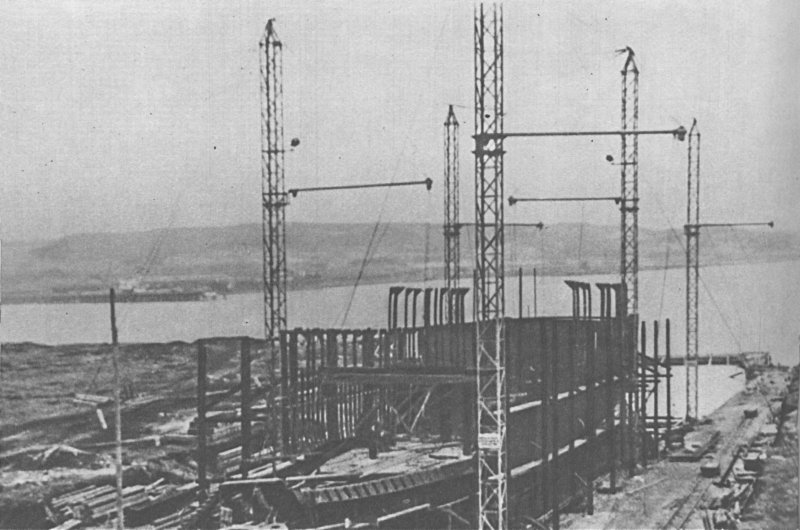
Olza na pochylni

Stocznia Gdynia – stocznia morska w Gdyni powstała w 1922 roku. Po II wojnie światowej Stocznia im. Komuny Paryskiej. Od 2009 roku w stanie likwidacji – nie prowadzi działalności produkcyjnej. Jako stocznia produkcyjna wybudowała ponad 600 statków o coraz większej złożoności konstrukcyjnej i tonażu. Utrzymywała własne Biuro Projektowe współpracujące z Politechniką Gdańską i z Centrum Techniki Okrętowej. Posiadała certyfikat jakości ISO 9001. Zajmowała 100 ha przy kanale portowym Portu Gdynia. Obecnie jej tereny wykorzystywane są przez Stocznię Nauta, Stocznię Crist, Stocznię Remontową Vistal i inne firmy produkcyjne oraz przez Pomorską Specjalną Strefę Ekonomiczną.
Stocznia Gdynia jest jedną z pierwszych stoczni na świecie, które zapoczątkowały budowę udoskonalonych tankowców o podwójnym poszyciu kadłuba.

## Historia do roku 1990
- 3 listopada 1922 – powstanie Towarzystwa z Ograniczoną Poręką „Stocznia w Gdyni”;
- 31 grudnia 1927 – utworzona została „Stocznia Gdyńska” S.A.; najpoważniejszym udziałowcem zostaje Stocznia Gdańska, która objęła 76% akcji;
- 17 września 1931 – wodowanie pierwszej samodzielnie zaprojektowanej i wykonanej jednostki – stalowej motorówki „Samarytanka”;
- 10 marca 1936 – stocznia znalazła się w stanie likwidacji;
- 23 lutego 1937 – Odbyło się Nadzwyczajne Walne Zgromadzenie akcjonariuszy „Stoczni Gdyńskiej”. Przyjęto uchwałę o uchyleniu likwidacji spółki. Przewodniczącym Rady Nadzorczej został Ignacy Brach, zaś dyrektorem Stoczni Gdyńskiej – Jerzy Arnold Badian, a jego zastępcą ds. technicznych został Aleksander Rylke – późniejszy dziekan na Politechnice Gdańskiej;
- 28 sierpnia 1938 – stępka pod pierwszy budowany w Polsce statek pełnomorski, parowy drobnicowiec SS Olza (planowane wodowanie: wrzesień 1939);
- podczas II wojny światowej stocznia została przejęta przez Deutsche Werke Kiel A.G. z Kilonii, której Stocznia Gdyńska była oddziałem; były w niej remontowane duże okręty Kriegsmarine, a później budowano w niej okręty podwodne;
- od maja 1945 – odbudowa po nalotach z października 1943 i 1944 r., rozpoczęcie remontów;
- Zarządzeniem Ministra Żeglugi z 20 lutego 1950 przekształcono Zjednoczone Stocznie Polskie w Centralny Zarząd Przemysłu Okrętowego (CZPO)[3], a oddziały ZSP – w cztery przedsiębiorstwa państwowe: Stocznia Gdańska[4], Stocznia Północna[5], Stocznia Gdyńska[6] i Stocznia Szczecińska[7].
- 30 marca 1950 – zmiana nazwy na „Stocznia im. Komuny Paryskiej”;
- listopad 1952 – przekazanie do użytkowania drobnicowca „Melitopol” dla ZSRR, pierwszego z serii 35 takich jednostek;
- 1959–1963 – w ramach rozbudowy stoczni powstały ośrodek budowy kadłubów oraz pierwszy suchy dok, dostosowany do budowy statków o nośności ok. 100 tys. ton. Dok miał wymiary 241,6 × 40,5 m, głębokość 8 m i dysponował m.in. suwnicą bramową o udźwigu 500 ton.[8] Jego budowa trwała dwa lata i kosztowała około miliarda ówczesnych złotych. Prace prowadzono według polskiego projektu[9];
- 1960 – 29 listopada przekazano setny statek zbudowany w stoczni im. „Komuny Paryskiej”, był to niewielki drobnicowiec typu B-471/7 o nazwie „Lengkeng” (dług. 65,8 m., 950 DWT) dla armatora indonezyjskiego.
- 2 października 1963 – wodowanie zamówionego dla PLO drobnicowca „Francesco Nullo” o nośności 11,6 tys. ton[8] – pierwszego statku zbudowanego w Polsce w suchym doku;
- koniec lat 60. – dalszy rozwój w związku z budową dla Norwegów 13 masowców typu „B-523” (26 000 ton);
- 15 września 1970 - przekazanie do służby pod flagą Polskiej Żeglugi Morskiej największego zbudowanego do tego czasu w Polsce masowca o nośności ponad 55000 ton - m/s „Manifest Lipcowy” (typ B-521)[10]. Pierwszy w historii zakładu i zbudowany w Polsce statek klasy panamax rozpoczął służbę de facto rejsem dookoła świata, podczas którego w dniu 1 lutego 1971 roku jako pierwszy polski frachtowiec opłynął z ładunkiem Przylądek Horn.
- 17 grudnia 1970 – załoga stoczni idąca do pracy po strajku została ostrzelana z broni maszynowej przez wojsko i milicję (Grudzień 1970);
- 6 lutego 1975 – wodowanie masowca „Marszał Budionnyj” (105 000 ton)[11]; kolejne zmiany technologiczne w związku ze specjalizacją w jednostkach o dużych tonażach;
- 30 października 1976 – drugi suchy dok w stoczni, o wymiarach 300 × 70 m, przystosowany do budowy statków o nośności do 300 000 ton w całości lub 400 000 ton w przypadku zastosowania połówkowej metody budowy z łączeniem sekcji na wodzie[8];
- Stocznia im. Komuny Paryskiej w PRL-u była odznaczona Orderem Sztandaru Pracy I klasy[12].

## Historia 1991–2008
29 listopada 1991 nastąpiła transformacja przedsiębiorstwa państwowego w jednoosobową spółkę Skarbu Państwa „Stocznia Gdynia S.A.”.
W 1993 roku w związku z trudnościami finansowymi stoczni Rada Ministrów zdecydowała o restrukturyzacji jej zadłużenia, w wyniku czego właścicielami jej akcji stały się banki. Wycofały się one z inwestycji, dokonując ich sprzedaży, a kluczowym akcjonariuszem stał się Stoczniowy Fundusz Inwestycyjny kierowany przez Janusza Szlantę. W roku 1996 został on przewodniczącym Rady Nadzorczej, a następnie, od 1997 do 2003 roku, pełnił funkcję prezesa zarządu Stoczni.
W 1998 roku stocznia zakupiła upadającą Stocznię Gdańską, tworząc Grupę Stoczni Gdynia S.A. W 1999 roku stocznia złożyła ofertę zakupu od norweskiej grupy Kværner fińskich stoczni Masa Yards, a w 2000 roku uznawano tę transakcję za przesądzoną, nie doszła ona jednak do skutku.
Do 3 grudnia 1999 roku suwnica bramowa Stoczni Gdynia była drugą pod względem rozmiaru w Europie. Tego dnia silny wiatr przewrócił największą suwnicę bramową – w stoczni Odense Steel w Danii; gdyńska suwnica stała się największą w Europie, jednak tylko na kilka godzin – 4 grudnia również ona została powalona przez wiatr. Po odbudowie w 2002 roku suwnica Stoczni Gdynia stała się ponownie największą w Europie suwnicą bramową.
W 2003 roku Stocznia Gdynia zajęła pierwsze miejsce w Europie i piętnaste w świecie w kategorii wielkości produkcji (wyrażonej w CGT – compensated gross tonnage).
28 marca 2003 roku, po odwołaniu Janusza Szlanty, prezesem Stoczni Gdynia S.A. został Włodzimierz Ziółkowski, następnie, 24 lutego 2006 roku, Kazimierz Smoliński.
6 listopada 2008 Komisja Europejska wydała decyzję w sprawie stoczni w Gdyni i Szczecinie, uznając udzieloną im przez polski rząd pomoc publiczną za nielegalną. Zgodnie z planem uzgodnionym z Komisją, podzielony na części majątek stoczni Gdynia i Szczecin miał zostać sprzedany w przetargach, a załoga – zwolniona.

## Likwidacja Stoczni Gdynia
Od marca 2009, zgodnie z przyjętą w sejmie tzw. „specustawą stoczniową”,  rozpoczęto proces kompensacji Stoczni Gdynia, co oznaczało jej likwidację pod względem prawnym, całkowitą wyprzedaż majątku stoczni w przetargu nieograniczonym oraz zwolnienia grupowe obejmujące wszystkich pracowników. Pieniądze ze sprzedaży miały zostać przekazane na spłatę wierzycieli stoczni – publicznych oraz prywatnych oraz na zobowiązania publiczno-prawne, m.in. wobec ZUS.
Ostatnie wodowanie miało miejsce 25 kwietnia 2009 roku, zaś zwolnienie pracowników przeprowadzono z końcem maja 2009 roku.
W momencie zaprzestania działalności przyszłość terenów stoczniowych nie była znana – mogła tam powstać inna stocznia bądź dowolne inne przedsiębiorstwa, niezwiązane z branżą morską.

### Poszukiwanie inwestora
Inwestorem w firmie Polskie Stocznie, który miał zostać właścicielem majątku stoczni w Gdyni i Szczecinie, planował zostać katarski fundusz QInvest. Transakcja była gwarantowana przez Qatar Islamic Bank oraz QInvest. Jedynym udziałowcem Polskich Stoczni była fundacja Stichting Particulier Fonds Greenrights, powstała po to, by przeprowadzić transakcję zakupu kluczowych aktywów obu zakładów. W maju 2009 Stichting Particulier Fonds Greenrights zakupił kluczowe aktywa stoczni Gdynia i Szczecin, a 17 czerwca otrzymał gwarancje arabskiego banku Qatar Islamic Bank. Inwestor miał zapłacić za majątek stoczni Gdynia ponad 287 mln PLN. 25 czerwca 2009 Ministerstwo Spraw Wewnętrznych i Administracji wydało oficjalną zgodę na sprzedaż aktywów Stoczni Gdynia S.A., potrzebną dla podmiotów spoza Europejskiego Obszaru Gospodarczego. Spółka Polskie Stocznie została zarejestrowana przez warszawski sąd 21 lipca. Jej kapitał zakładowy wynosił 100 000 zł.
Prezesem zarządu Polskich Stoczni miał zostać Jan Ruurd de Jonge, natomiast dyrektorem Polskich Stoczni Gdynia – Piotr Paszkowski.
Stocznia Gdynia miała odtąd koncentrować się na budowie tankowców do transportu skroplonego gazu ziemnego LNG.
Początkowo ustalono, że pieniądze miały wpłynąć do 21 lipca 2009, ale fundusz Stichting Particulier Fonds Greenrigts poprosił resort skarbu o przesunięcie tego terminu. Ostatecznie wyznaczono nową datę – 17 sierpnia (do godz 0:00), ale potencjalny inwestor nie dotrzymał także tego terminu. Premier Donald Tusk wkrótce poinformował, że toczą się rozmowy z innym inwestorem – Qatar Investment Authority, który jakoby miał być zainteresowany przejęciem majątku stoczni. Rzecznik Ministerstwa Skarbu Państwa wyznaczył termin ostatecznego sfinalizowania transakcji na dzień 30 sierpnia. Kolejny potencjalny inwestor nie zapłacił jednak ustalonej kwoty, po czym Minister Skarbu Państwa Aleksander Grad wystąpił do Komisji Europejskiej o przedłużenie terminu sprzedaży stoczni.

### Raport NIK
30 lipca 2009 Najwyższa Izba Kontroli przedstawiła bardzo dobrze udokumentowany raport (do 2007) o wynikach restrukturyzacji i prywatyzacji polskich stoczni. Wynika z niego, iż kolejne rządy nie potrafiły osiągnąć założonych celów restrukturyzacyjnych, a stocznie nie uzyskały rynkowej zdolności produkcyjnej. Raport postawił poważne zarzuty Ministerstwu Skarbu Państwa, Agencji Rozwoju Przemysłu i korporacji Polskie Stocznie. Dotyczą one zasilania stoczni kolejnymi dotacjami, braku strategii dla całej branży oraz niedotrzymywania przyjętych harmonogramów reformowania i restrukturyzacji stoczni. Według Najwyższej Izby Kontroli, która opublikowała raport w sprawie restrukturyzacji Stoczni Gdynia SA oraz Stoczni Szczecińskiej Nowa Sp. z o.o., kardynalnym błędem Aleksandra Grada był brak odwołania się od decyzji Komisji Europejskiej, kwestionującej pomoc publiczną dla polskich stoczni.
Nie ukarano kogokolwiek obwinionego w Raporcie NIK.

## W kulturze popularnej
Stocznia Gdyńska posłużyła w 2010 roku za plan filmowy specjalnego odcinka „Szkoły Przetrwania” dotyczącego przetrwania w „miejskiej dżungli” i warunkach industrialnych.